# Чёрная оропендола
Чёрная оропендола (лат. Psarocolius guatimozinus) — вид птиц рода оропендолы семейства трупиаловых. Встречается в Колумбии и Панаме. Подвидов не выделяют.

## Описание
Самцы чёрной оропендолы значительно крупнее самок и достигают длины 46 см, тогда как самки — около 39,5 см. Половой диморфизм в окраске оперения не выражен. Представители данного вида в основном чёрные, с тёмно-каштановыми спиной, надхвостьем и частью верхних кроющих перьев хвоста. На щеке есть голубоватое голое пятно с розовой каймой в нижней части. Хвост жёлтый, короткая центральная пара рулевых перьев чёрная; на голове тонкий хохолок из чёрных перьев; радужная оболочка коричневая; клюв чёрный с оранжевым кончиком; ноги черноватые.

## Распространение и среда обитания
Чёрная оропендола распространена во влажных лесах северо-западной части Южной Америки, вплоть до реки Магдалена на востоке и крайнюю юго-восточную часть Панамы. Встречается до высоты 800 м над уровнем моря.

## Питание
В рацион чёрной оропендолы, вероятно, входят насекомые, мелкие позвоночные и фрукты.

## Размножение
Гнездится колониально. Яйца бледно-розовые, с редкими красновато-коричневыми пятнами. Чёрные оропендолы, вероятно, полигинна: один самец спаривается с многими самками. Сезон размножения в Панаме — февраль, а в Колумбии — с апреля по июнь.